# Kai-Uwe Schnapp
Kai-Uwe Schnapp (* 1966 in Wolgast) ist ein deutscher Politikwissenschaftler. Er lehrt und forscht als Professor an der Universität Hamburg insbesondere zu politikwissenschaftlichen Methoden und empirischer Sozialforschung. Seit Mai 2025 ist er für eine Amtszeit von fünf Jahren Dekan der Fakultät für Wirtschafts- und Sozialwissenschaften der Universität Hamburg.

## Leben
Schnapp wuchs in der DDR auf und studierte nach seinem 1985 in Greifswald abgelegten Abitur zunächst ab 1988 an der Berliner Hochschule für Ökonomie, nach der friedlichen Revolution im Jahr 1990 dann Politik- und Verwaltungswissenschaft an der Freien Universität Berlin und der University of Minnesota. Von 1996 bis 2001 war er wissenschaftlicher Mitarbeiter am Wissenschaftszentrum Berlin für Sozialforschung (WZB) in der Abteilung „Institutionen und sozialer Wandel“ unter Direktor Hans-Dieter Klingemann. 2002 folgte die Promotion zum Dr. rer. pol. an der FU Berlin mit dem Thema „Politischer Einfluss von Ministerialbürokratien in westlichen Demokratien“. Von 2001 bis 2002 war er an der Otto-Friedrich-Universität Bamberg tätig. Von 2002 bis 2008 arbeitete er als wissenschaftlicher Mitarbeiter an der Martin-Luther-Universität Halle-Wittenberg.
Seit November 2008 ist Schnapp Professor für Politikwissenschaft an der Universität Hamburg.  Er lehrt und forscht dort insbesondere zu politikwissenschaftlichen Methoden und zu empirischer Sozialforschung. An der Fakultät für Wirtschafts- und Sozialwissenschaften der UHH initiierte er unter anderem die Gründung des Projektbüros für angewandte Sozialforschung (seit 2022 Research Office for Social Innovation – ROSI), das eine Kooperation der Universität mit Praxispartnern und Praxisprojekten für die sozialwissenschaftliche Lehre ermöglicht. Schnapp lehrt ferner regelmäßig im Programm des Hamburger Zentrums für universitäres Lehren und Lernen (HUL) und ist Co-Sprecher des Digital and Data Literacy in Teaching Lab, welches von der Stiftung Innovation in der Hochschullehre gefördert wird. Seit Mai 2025 ist er für eine Amtszeit von fünf Jahren Dekan der Fakultät für Wirtschafts- und Sozialwissenschaften der Universität Hamburg.
2009 und 2014 wurde Schnapp mit dem Hamburger Lehrpreis ausgezeichnet. Die mit 10.000 Euro dotierte Auszeichnung wird vom Hamburger Senat verliehen und beruht auf Vorschlägen der Studierenden. Schnapp ist Leiter der politikwissenschaftlichen Studiengänge der UHH.

## Werke
- 2000: Ministerial bureaucracies as stand in agenda setters?
- 2004: Ministerialbürokratien in westlichen Demokratien.
- 2006: Methoden der Politikwissenschaft. Neuere qualitative und quantitative Analyseverfahren. (Mit Joachim Behnke, Thomas Gschwend und Delia Schindler)
- 2009: Datenwelten. (mit Nathalie Behnke und Joachim Behnke)